# Megacerops
Il brontoterio (Brontotherium Leidy, 1870), conosciuto anche come Megacerops e Brontops, è un genere estinto di mammifero appartenente all'ordine Perissodactyla, vissuto durante l'Eocene. Il suo nome significa "Bestia tuono" ciò è dovuto alla sua mole mastodontica.

## Tassonomia
Il Megacerops venne denominato da Leidy (1870). La specie tipo è Megacerops coloradensis. Fu considerato un sinonimo di Menodus e Clark e Beerbower (1967). Venne assegnato ai Brontotheriidae da Leidy (1870), Carroll (1988), Mader (1989) e Mader (1998).
Secondo Mihlbachler et al., Megacerops include le specie dei generi Menodus, Brontotherium, Brontops, Menops, Ateleodon e Oreinotherium.

## Descrizione

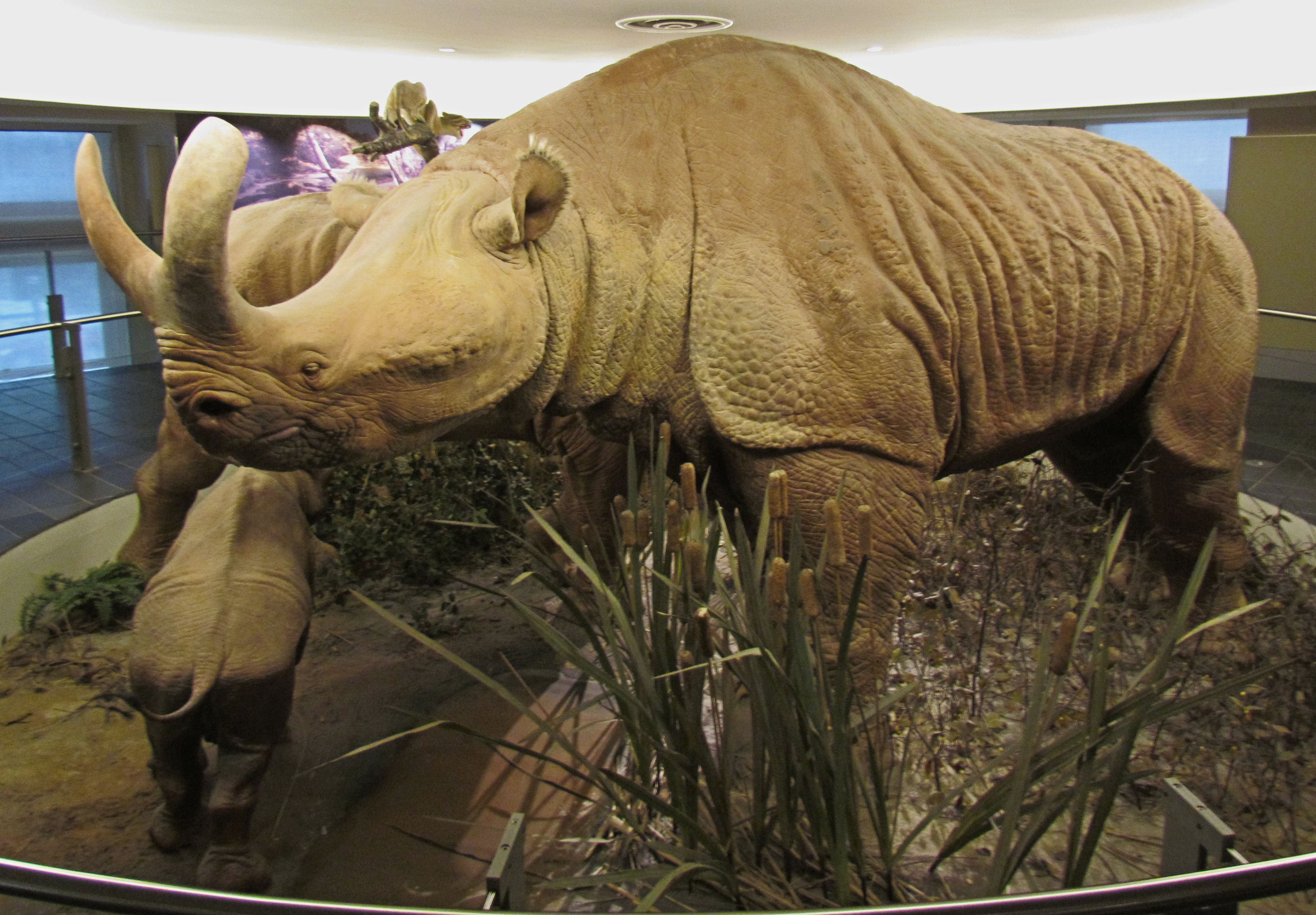
Ricostruzione museale

Il brontoterio, che aveva bisogno di molto cibo per saziarsi, possedeva dei grandi denti quadrati con i quali recideva la vegetazione. Essi erano ricoperti da uno strato di smalto duro che li proteggeva, dal momento che dovevano lavorare duramente per sostenere un continuo rifornimento di cibo.
L'enorme corpo del brontoterio, munito di spalle forti, era sostenuto da quattro zampe robuste e "piedi" corti e larghi, ma mentre quelli anteriori terminavano con quattro "dita" a zoccolo, quelli posteriori ne avevano solo tre. Queste "dita", che si estendevano come piccole piattaforme, sostenevano il peso dell'animale e gli permettevano di mantenersi in equilibrio mentre si muoveva. Il brontoterio raggiungeva circa i 2,5 metri di altezza al garrese e sovrastava, con la testa e le spalle, la maggior parte dei suoi vicini.
Sul muso, possedeva un corno a forma di V simile ad una fionda, molto vascolarizzato al suo interno, che nei maschi aveva dimensioni maggiori. Si sa di per certo che tale struttura non veniva utilizzata a scopo difensivo poiché risultava molto fragile, anche se la sua consistenza era puro osso; ad ogni modo, la funzione del corno del brontoterio ancora oggi resta ignota.

## Biologia

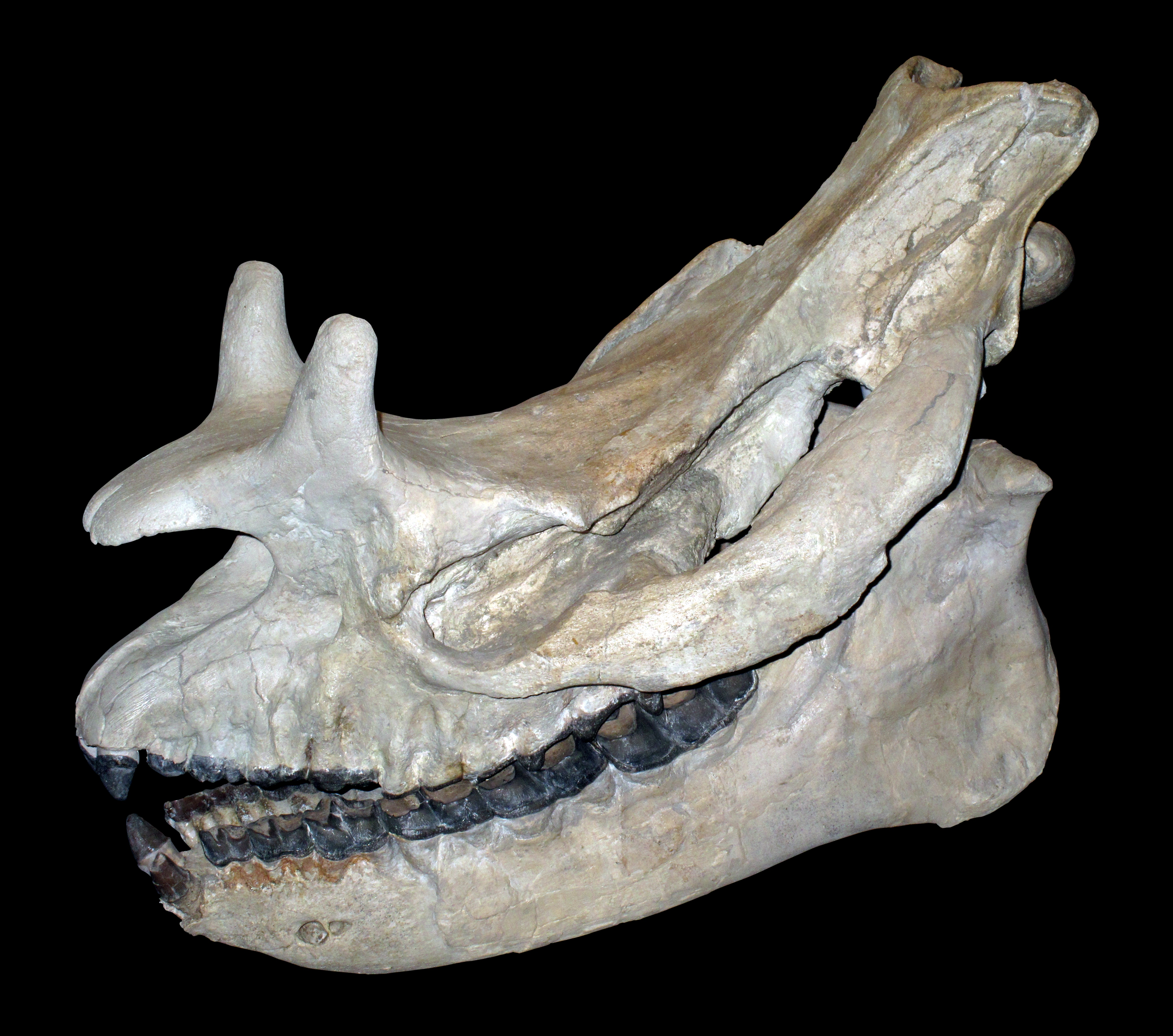
Cranio

### Comportamento
Se spaventato, il brontoterio si lanciava probabilmente in una lenta corsa, per cui ci si può immaginare cosa poteva succedere quando un branco di questi enormi animali cominciavano a correre rumorosamente lungo una pianura, facendo tremare il terreno sottostante.
Gli esperti pensano che i brontoteri facessero uso del proprio corno a V durante i combattimenti per la conquista delle femmine. I maschi combattevano fra loro per conquistare il controllo del branco o il diritto di scegliere la compagna. I combattenti serravano le corna e lottavano trascinandosi da una parte all'altra, fino a quando uno dei due non si arrendeva. Oppure, forse, si lanciavano in un combattimento testa a testa. Il brontoterio sfruttava la propria potenza puntando con forza le zampe e spingendo forte.

## Estinzione
Quando nell'America del Nord si diffusero le praterie, per il brontoterio, trovare cibo divenne più difficile. La nuova vegetazione era dura e poco digeribile e, in questo modo, l'animale finì con l'estinguersi. Difatti, la maggior parte di resti di Brontotherium, risalenti a 30 milioni di anni fa (nell'Oligocene), sono stati ritrovati soprattutto nel Dakota del Sud, Stati Uniti.